# Stephanienstraße (Karlsruhe)
Die Stephanienstraße in Karlsruhe ist eine Innenstadtstraße, die zum sogenannten Karlsruher Fächer gehört. Die Straße (vor 1814 Beyertheimer Allee und Orangeriestraße) ist nach der badischen Großherzogin Stéphanie de Beauharnais (1789–1860) benannt.
Die Straße mit beidseits flankierenden Baumreihen verläuft von der Hans-Thoma-Straße gegenüber der Orangerie in Richtung Südwesten bis zum Kaiserplatz in unmittelbarer Nähe des ehemaligen Mühlburger Tors.

## Bebauung

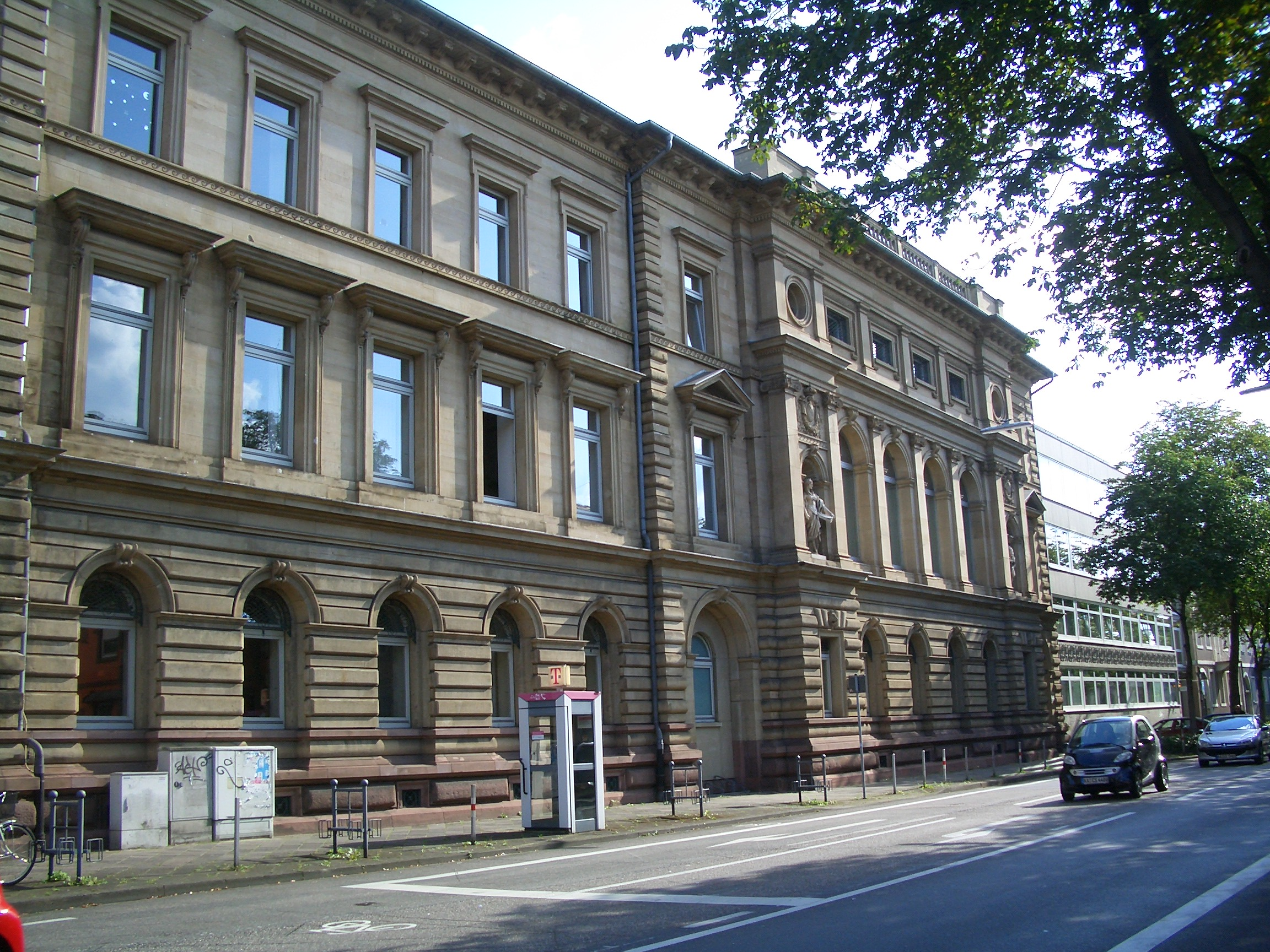
Schwurgerichtstrakt des Landgerichts (Aufnahme 2008)

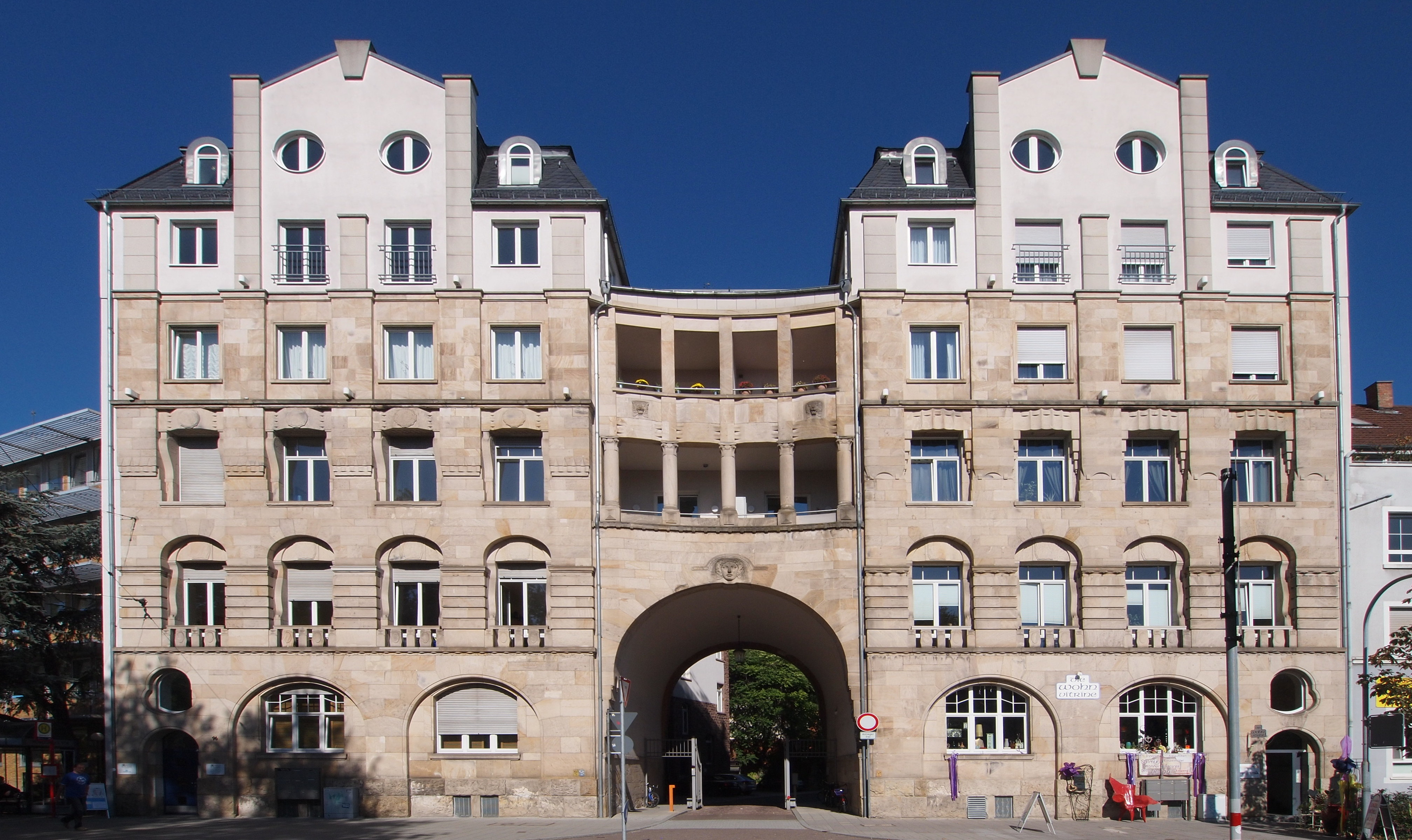
Torhaus zur Baischstraße

An der östlichen Ecke der Stephanienstraße zur Hans-Thoma-Straße liegt das Gebäude des Landgerichts Karlsruhe. Im Ostteil der Straße hat sich die biedermeierliche Bebauung nach dem Vorbild der Weinbrenner'schen Modellhäuser, wenn auch großenteils wiederaufgebaut und teilweise aufgestockt, weitgehend erhalten, darunter das Palais Munck (1827; Hausnr. 14) und das Wohn- und Sterbehaus von Joseph Victor von Scheffel (Hausnr. 18). Zwischen der erst nach dem Zweiten Weltkrieg durchgebrochenen Wörthstraße und der Seminarstraße liegt an der Nordseite der Straße der Komplex der noch in Betrieb befindlichen, von Friedrich Weinbrenner entworfenen, aber erst nach dessen Tod verwirklichten Staatlichen Münze Karlsruhe (Hausnr. 28a). Westlich der gegenüber der Münze einmündenden Karlstraße erstreckt sich bis zur Douglasstraße ein fast vollständig erhaltener, gründerzeitlicher Baublock. Auf der Nordseite hat sich teilweise die biedermeierzeitliche Bebauung erhalten (jetzt u. a. das Badisch Brauhaus). Westlich der Douglasstraße schließt sich hauptsächlich neuere soziale Nutzung an, darunter das brutalistische DRK-Altenheim von Reinhard Gieselmann; hinzu kommt das Eichamt. Auf Nr. 80 und 82 liegt der Bildhauergarten der Kunstakademie Karlsruhe. Die Bebauung setzt sich (mit Hausnummern der Stephanienstraße) an der Nordseite des Kaiserplatzes fort und schließt das nach Kriegsschäden im Zweiten Weltkrieg vereinfacht wiederhergestellte Torgebäude zur nördlich anschließenden Baischstraße, einem Komplex mit von Hermann Billing geplanter Jugendstilbebauung an einer Sackstraße, ein (Hausnr. 94–96). An der Stelle des ehemaligen, kriegszerstörten Pfründnerhauses wurde 1955 vor dem an der Ecke zur Reinhold-Frank-Straße gelegenen Viktoria-Haus (Nr. 102) das evangelische Gemeindehaus (Hausnr. 100) errichtet.